# Luke Voit
Louis Linwood Voit, detto Luke (Wildwood, 13 febbraio 1991), è un giocatore di baseball statunitense, prima base per i San Diego Padres della Major League Baseball (MLB).

## Carriera

### Gli Inizi e Minor League (MiLB)

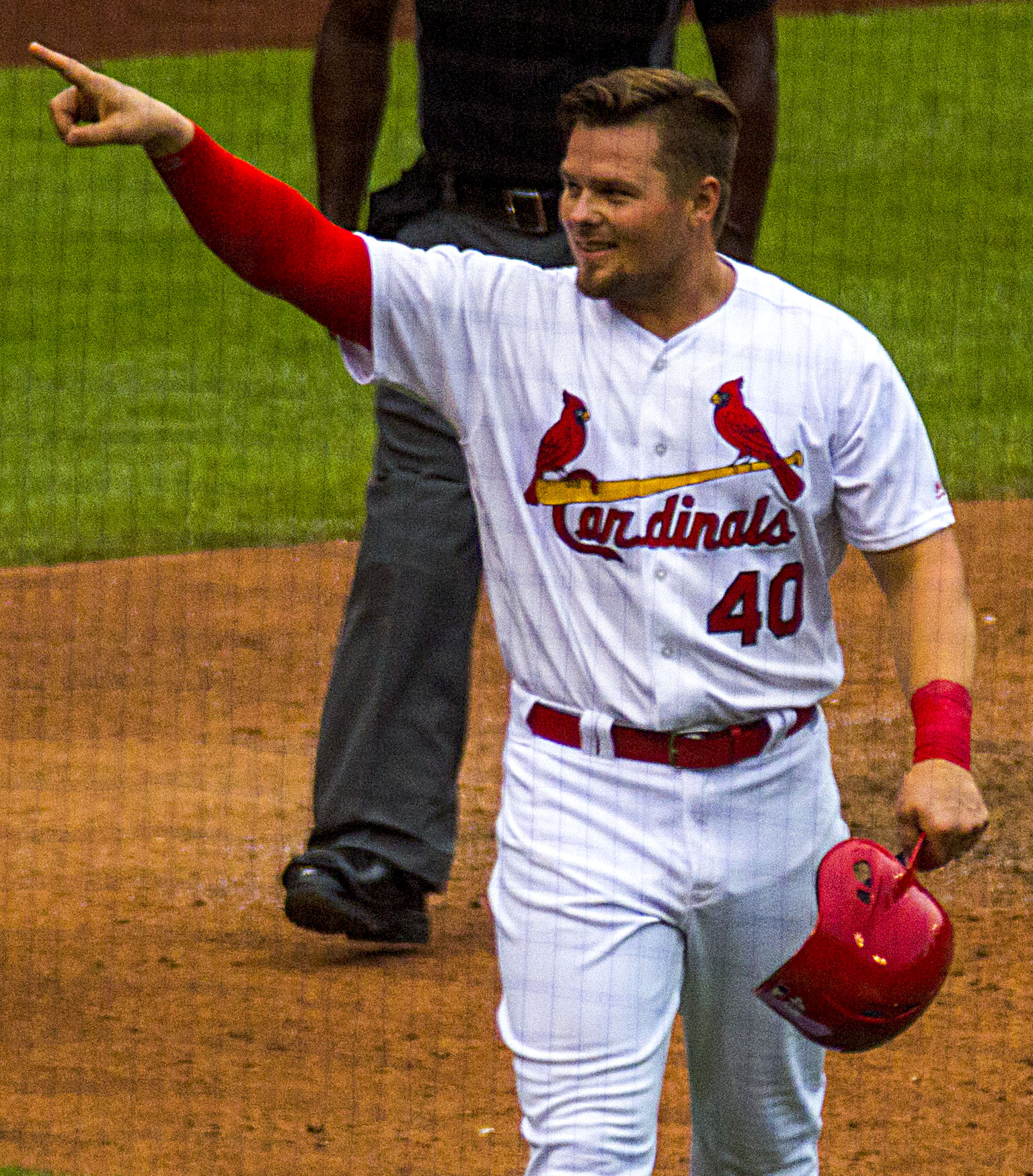
Voit al suo debuttò in MLB nel 2017

Voit frequentò la Lafayette High School di Wildwood, Missouri. Fu selezionato nel 32º turno del draft MLB 2009 dai Kansas City Royals, ma non firmò preferendo 
iscriversi alla Missouri State University.
Entrò nel baseball professionistico quando fu selezionato dai St. Louis Cardinals nel 22º turno del draft 2013. Fu assegnato in Classe A-breve giocando per l'intera stagione nel ruolo di ricevitore. Durante le stagione 2014 e 2015 giocò in Classe A-avanzata come prima base. Nel 2016 fu promosso in Doppia-A e nel 2017 in Tripla-A.

### Major League (MLB)
Voit debuttò nella MLB il 25 giugno 2017, al Busch Stadium di St. Louis contro i Pittsburgh Pirates, conquistando la prima base dopo essere stato colpito da un lancio. Il 3 luglio colpì il suo primo fuoricampo
Il 27 luglio 2018, i Cardinals scambiarono Voit, assieme a una somma in denaro, con i New York Yankees, in cambio di Chasen Shreve e Giovanny Gallegos. Divenne il quinto giocatore della storia degli Yankees a battere più di trenta valide e dieci fuoricampo nelle prime 30 partite con la squadra, i giocatori prima di lui a riuscirci furono Gary Sánchez (2015-16), Glenallen Hill (2000), Roger Maris (1960) e Babe Ruth (1920).
Iniziò la stagione 2021 nella lista degli infortunati, disputando la prima partita stagionale nella MLB, l'11 maggio. Il 27 maggio tornò tra gli indisponibili a causa di un infortunio al muscolo obliquo esterno destro. Venne rischierato nella MLB il 22 giugno. Il 16 luglio tornò per la terza volta indisponibile, a causa di un'infiammazione al ginocchio sinistro. Tornò in campo l'8 agosto e il 30 settembre, poco prima della fine della stagione regolare, venne inserito tra gli infortunati per 60 giorni per il riacutizzarsi dell'infiammazione del ginocchio sinistro. Chiuse la stagione con 68 partite disputate nella MLB.
Il 18 marzo 2022, gli Yankees scambiarono Voit con i San Diego Padres per il giocatore di minor league, Justin Lange.

## Palmarès
- MLB All-Star: 1

2019
- Capoclassifica in fuoricampo: 1

AL: 2020
- Giocatore della settimana: 3

AL: 30 settembre 2018, 28 aprile 2019, 22 agosto 2021